# Габелко Тимофій Єгорович
Габелко Тимофій Єгорович (1910—1979) — фахівець у галузі автомобілебудування, директор Запорізького автомобільного заводу «Комунар» (1955—1961 рр.).

## Біографія
Закінчив Харківський промислову академію в 1941 р.
Під час Другої світової війни працював у галузі оборонного машинобудування. З 1945 до 1953 рр. — на Харківському тракторному заводі, в 1953—1955 рр. — директор машинобудувального заводу імені 20-річчя Жовтня (Ворошиловград, нині Луганськ).
У 1950-х рр. стажувався на автомобільний заводах Італії, зокрема на «Фіаті».
В 1955—1961 роках — директор Запорізького автомобільного заводу «Комунар» (нині ЗАТ «Запорізький автомобілебудівний завод»).
Один із авторів ідеї створення першого в СРСР мікролітражного автомобіля — «ЗАЗ-965». В 1959 році розпочато серійний випуск.
З 1961 року — начальник Головного управління Ради народного господарства УРСР автомобільної, тракторної промисловості та сільськогосподарського машинобудування.
В 1966—1970 рр. — директор Кишинівського тракторного заводу.